# 薛枣支线
薛城-枣庄支线，原名临城-枣庄支线，是原津浦铁路在山东省的一条支线，现时是枣临铁路的一部分，全长31.121公里，连接枣庄市薛城区和市中区。薛枣支线自津浦铁路薛城站起，东行经山家林、邹坞至枣庄站。此线系津浦铁路北段总局为运中兴煤矿有限公司煤炭，于1911年
始建，1912年完工。

## 历史
光绪二十五年（公元1899年），中兴公司筹办时，就奏请清政府修建台枣运煤铁路。没有铁路之前，枣庄地区的煤炭都是用马车陆运到台儿庄再经过京杭大运河运往各地。
1907年中兴矿务公司开始准备修建台枣铁路，募集股银40万两，并与德国两家洋行订立借款合同：“借款八十万马克（合银20余万两），分五年还清，年息六厘，以原材料为抵押，不牵涉矿权和路权问题。”1908年9月，中兴矿务公司开始购地筑路，聘请工程师张拜庚勘测线路，同时向德国购置钢轨、道岔、机车、车辆等铁路所需设备，式样规格与正在修建的胶济铁路完全相同。1912年台枣铁路竣工通车。线路全长41.5公里，共设枣庄、峄县、泥沟、台儿庄四站。
1908年清政府二品衔直隶候补道张莲芳呈报山东巡抚，拟自修临城-枣庄铁路与津浦铁路干线接轨，以运中兴公司之煤。中兴矿务公司考虑到煤炭自枣庄运至台儿庄后，由于运河水位不定、枯水期水浅，煤炭的运量受到限制。如能修建临枣铁路，既能使台枣铁路尽早修建，也解决了煤炭外运通道问题。1910年，津浦铁路督办大臣徐世昌命津浦铁路北段总局建设临枣支线。1911年5月北段总局总办朱启钤命工程司米乐查勘并组织施工，1912年1月完工。全程31.12公里。线路在枣庄与中兴公司自建的台儿庄-枣庄支线相接。初建时设邹坞、刘村、枣庄3站，1917年11月增设山家林站，1932年撤销齐村站。
1922年中兴矿务公司统计，临城-枣庄铁路与台枣铁路两条铁路年货运量16万余吨，运送旅客近10万余人。
1923年，土匪孙美瑶曾劫持了一辆满载外国人的列车，引发了一场严重的涉外事件。1938年5月，日军侵占临城，为掠运煤炭立即进行修复受到战争破坏的薛枣支线。在抗日战争期间，共产党的游击队曾多次拆毁此支线的铁路，以阻碍日军的调动和运输，国共内战期间也曾在此阻击国军。
解放战争时期，鲁南军区为阻止国军利用台枣铁路进攻解放区，组织群众将该线路全部拆除，钢轨、车头、车辆荡然无存，台枣铁路遂被废弃。
1948年11月临城解放，华东区铁路管理总局立即修复临城至山家林段遭战争破坏的线路。1955年煤炭工业部投资修复损坏较严重的山家林至枣庄段，由北京煤炭设计院设计，济南局工程处施工，1955年12月开工，次年9月14日竣工。1987年9月，K28+816米立交桥动工修建，12月31日竣工。1989年，K0+530米立交桥动工修建，1990年12月竣工。
1996年4月开工建设洪洼线，自薛枣支线洪洼线路所至井亭站，全长5.16公里，1999年12月竣工，总投资2961.17万元。井洪线是十里泉发电厂四期扩建工程的配套项目。为保证每年运输电煤165万吨，铁路主要配套工程为新建运煤线一条，即井洪线北起井亭站2号道岔前DK0+013.839处，南至薛枣线K2+678处。
2005年，薛枣支线营业长度31.4公里，延展长度45.3公里，其中正线延展长度31.2公里；50公斤以上/米钢轨31.2公里；道口21个，其中有人看守道口3个。
随着枣庄到临沂的铁路建成，薛枣支线成为枣临铁路的组成部分，和兖石铁路连接起来，为枣庄提供直接的出海通道。

## 技术改造
建成初期，枣庄站建2股道矩形车库，20米长人力转盘，25吨水柜，灰坑、水鹤各1座和上煤设备；初无信号机，至1932年临城、邹坞站增设电气路签。1937年主要技术标准和条件为：最大坡度2.5‰，最小曲线半径1000米，钢轨33公斤/米，木枕每公里1400根，共建桥涵71座，除一座钢桥外，余多为板梁或盖板涵。
1939年各站设路牌机和臂板信号机，1941年增日制大型机车，1942年建山家林至陶庄的煤矿专用线。1955年山家林至枣庄段修复后，线路等级达到专用线标准，到发线有效长为650米，钢轨重43公斤/米，桥涵载重按中-22级。修复的主要工程量为正线16.820公里，站线4.280公里，桥梁35座，另外对给水、信号、电力等设备也进行了修复增设。1958年、1973年和1985年曾进行三次线路中修和桥梁大修。截至1985年底全线主要技术标准和条件为：Ⅱ级干线标准，最大坡度4‰；最小曲线半径290米；牵引类型为前进型蒸汽机车；到发线有效长为850米；闭塞方式区间为64D型半自动闭塞；钢轨正线用50及43公斤/米；轨枕由1956年的正线每公里1440根增至1760根；道床道碴厚度正线由25厘米增为30厘米；信号采用8505色灯电锁器联锁。线路容许速度已由建国初每小时30公里，提高到每小时70公里。1985年正线长31.1公里，50公斤/米钢轨8公里，43公斤/米钢轨23.1公里。1986-1989年，正线换铺50公斤/米钢轨23.2公里。
建设井洪线时，直线地段路基面顶宽按半宽3.2米设计，曲线地段外侧按设计加宽，线路最大坡度为4‰。轨道技术标准按3级企业线路设计，线上部分按2级设计，钢轨为50公斤/米标准轨，轨枕为直线地段1680根/公里。井洪线工程共铺轨5.24公里，道岔3组，中桥、小桥各1座，盖板涵19座，平交道口2处，房舍495平方米以及相应的通信、信号、电力等配套工程。同时，井亭站增建到发线1股，有效长1050米，与京沪铁路1050工程同步设计、施工。薛枣线新建洪洼线路所，设安全线2条，有效长为103-106米。山家林站到发线延长至850米，相应改造东咽喉区并增设安全线1条。枣庄站色灯电锁器联锁改为微机集中联锁。
在枣临铁路建设时，薛枣支线改造为了电气化铁路。

## 主要车站
枣庄西站，邹邬站，枣庄东站